# Sterculia caribaea
Espèce

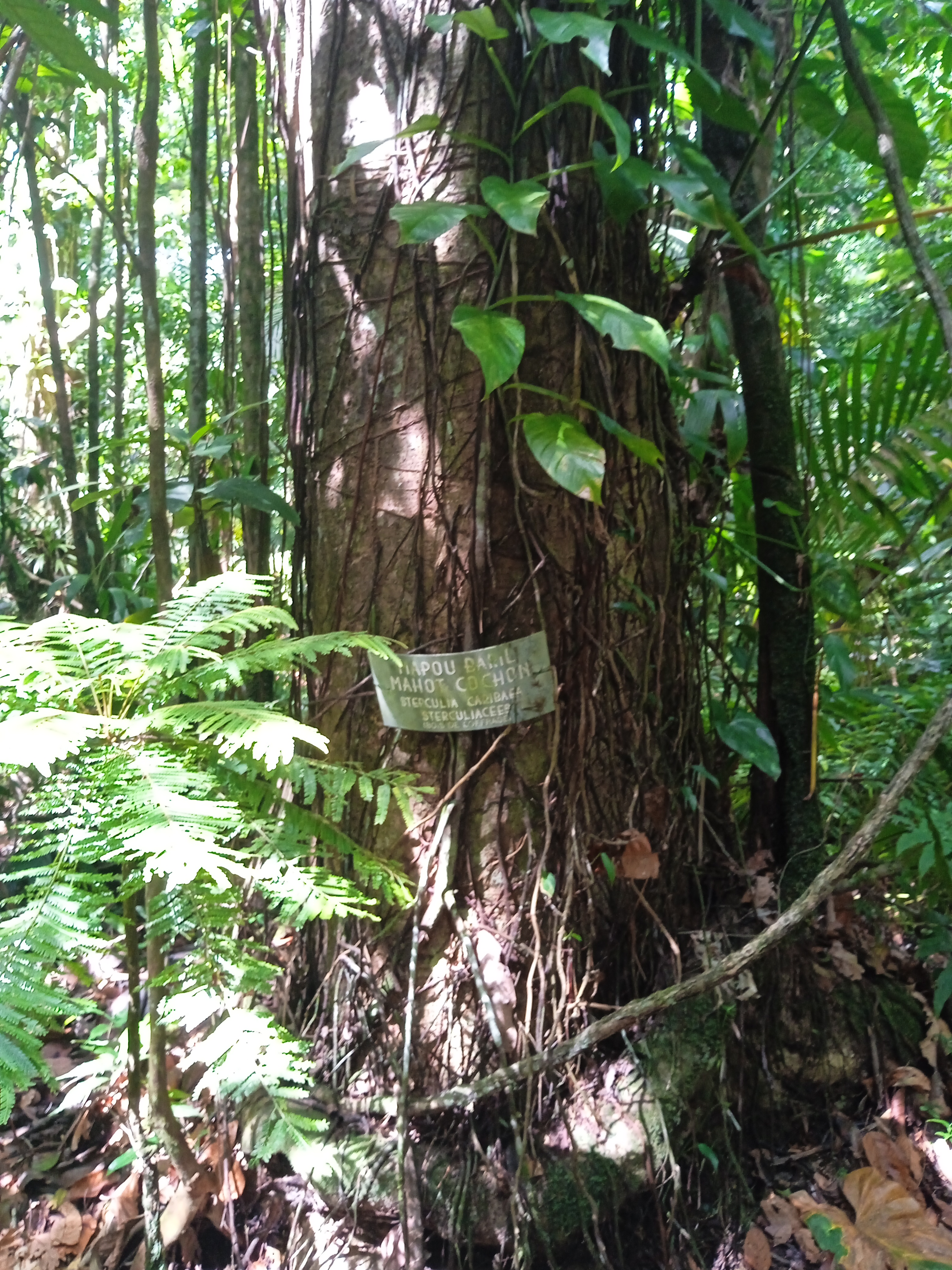
Tronc du Sterculia caribaea.

Sterculia caribaea est une espèce d'arbres tropicaux de la famille des Malvaceae.

## Répartition
Cet arbre est originaire des Îles du Vent aux Petites Antilles.

## Sterculia caribaeaet l'Homme
Cet arbre est utilisé comme bois de charpente.

## Dénomination
Ce taxon porte en français les nom vernaculaire ou normalisé suivant : Mapou baril.

## Systématique
Le nom correct complet (avec auteur) de ce taxon est Sterculia caribaea R.Br..
Sterculia caribaea a pour synonymes :
- Clompanus caribaea (R.Br.) Kuntze
- Sterculia joira J.F.Gmel.